# Aidlingen
Aidlingen là một đô thị ở huyện Böblingen ở bang Baden-Württemberg thuộc nước Đức. Đô thị này có diện tích 26,56 km², dân số thời điểm 31 tháng 12 năm 2021 là 9274 người.